# Élections au Parlement basque de 1990
Les élections au Parlement basque de 1990 (en basque : 1990ko Eusko Legebiltzarrerako hauteskundeak, en espagnol : Elecciones al Parlamento Vasco de 1990) se tiennent le dimanche 28 octobre 1990 afin d'élire les 75 députés de la IVe législature du Parlement basque pour un mandat de quatre ans.

## Mode de scrutin
Le Parlement basque (Eusko Legebiltzarra, Parlamento Vasco) est l'assemblée législative monocamérale de la communauté autonome du Pays basque.

### Nombre de députés
L'article 26 du statut d'autonomie de 1979 dit « de Guernica » dispose que le Parlement sera composé d'un nombre égal de députés représentant les territoires historiques — l'Alava, le Guipuscoa et la Biscaye — et élu pour une période de quatre ans. En vertu de l'article 10 de la loi 5/1990 relative aux élections au Parlement basque, le nombre de députés par circonscription est fixé à 25, ce qui établit la composition de l'hémicycle parlementaire à 75 parlementaires.

### Convocation et candidatures
Conformément à l'article 46 de la loi électorale 5/1990, les élections sont convoquées par le président du gouvernement basque au moyen d'un décret qui doit être pris le 25e jour précédant l'expiration de la législature — quatre ans après le précédent scrutin, jour pour jour — et publié le lendemain au Journal officiel (Boletín Oficial del País Vasco, BOPV). Les élections doivent se tenir entre 54 et 60 jours après cette publication.
Peuvent présenter des candidatures : 
- les partis, associations et fédérations politiques inscrits au registre des associations politiques du ministère de l'Intérieur ;
- les coalitions électorales formées par les entités précitées ;
- les groupes d'électeurs, à la condition d'avoir réuni les parrainages d'au moins 1 % des électeurs de la circonscription électorale concernée[5].

Tous les candidats doivent être résidents enregistrés au Pays basque, ou prouver que leur dernière domiciliation administrative se trouvait sur le territoire basque s'ils sont expatriés,.

### Répartition des sièges
Le Parlement est élu au scrutin proportionnel d'Hondt. La répartition des sièges est opérée de la manière suivante : 
- les listes sont classées par ordre décroissant selon le nombre de votes obtenus ;
- le nombre de votes de chaque liste est divisé par 1, puis 2, puis 3... jusqu'au nombre total de sièges à pourvoir ;
- les sièges sont attribués aux quotients les plus élevés, toutes listes confondues, par ordre décroissant jusqu'au dernier siège à pourvoir

Seules les listes ayant remporté au moins 5 % des suffrages valables dans la circonscription concernée, ce qui inclut les votes blancs, participent à cette répartition.

## Campagne

### Forces politiques
| Force politique | Force politique                                                                        | Force politique | Chef de file                                     | Idéologie                                                               | Résultats en 1986           |
| --------------- | -------------------------------------------------------------------------------------- | --------------- | ------------------------------------------------ | ----------------------------------------------------------------------- | --------------------------- |
|                 | Parti nationaliste basque (eu) Euzko Alderdi Jeltzalea (es) Partido Nacionalista Vasco | EAJ-PNV         | José Antonio Ardanza (Président du gouvernement) | Centre droit Nationalisme, démocratie chrétienne, libéral-conservatisme | 23,71 % des voix 17 députés |
|                 | Parti socialiste du Pays basque-PSOE (es) Partido Socialista de Euskadi-PSOE           | PSE-PSOE        | Ramón Jáuregui (Vice-président du gouvernement)  | Centre gauche Social-démocratie, progressisme                           | 22,05 % des voix 19 députés |
|                 | Union populaire (eu) Herri Batasuna                                                    | HB              | Iñaki Esnaola (es)                               | Extrême gauche Nationalisme, socialisme révolutionnaire, marxisme       | 17,47 % des voix 13 députés |
|                 | Solidarité basque (eu) Eusko Alkartasuna                                               | EA              | Carlos Garaikoetxea                              | Centre gauche Nationalisme, social-démocratie, écologie                 | 15,84 % des voix 13 députés |
|                 | Gauche basque (eu) Euskadiko Ezkerra                                                   | EE              | Kepa Aulestia (es)                               | Gauche Nationalisme, socialisme                                         | 10,88 % des voix 9 députés  |
|                 | Parti populaire (es) Partido Popular                                                   | PP              | Jaime Mayor Oreja                                | Centre droit à droite Libéral-conservatisme, démocratie chrétienne      | 4,86 % des voix 2 députés   |
|                 | Centre démocratique et social (es) Centro Democrático y Social                         | CDS             | Alfredo Marco Tabar (es)                         | Centre à centre droit Libéralisme, social-libéralisme                   | 3,54 % des voix 2 députés   |

## Résultats

### Total régional
| Représentation en hémicycle sur un axe gauche-droite du résultat. |                                                 |           |       |      |        |               |
| Partis                                                            | Partis                                          | Voix      | %     | +/-  | Sièges | +/-           |
|                                                                   | Parti nationaliste basque (EAJ-PNV)             | 289 701   | 28,29 | 4,58 | 22     | 5             |
|                                                                   | Parti socialiste du Pays basque-PSOE (PSE-PSOE) | 202 736   | 19,80 | 2,25 | 16     | 3             |
|                                                                   | Union populaire (HB)                            | 186 410   | 18,20 | 0,73 | 13     | en stagnation |
|                                                                   | Solidarité basque (EA)                          | 115 703   | 11,30 | 4,54 | 9      | 4             |
|                                                                   | Parti populaire (PP)                            | 83 719    | 8,18  | 3,32 | 6      | 4             |
|                                                                   | Gauche basque (EE)                              | 79 105    | 7,72  | 3,16 | 6      | 3             |
|                                                                   | Gauche unie (IU-EB)                             | 14 440    | 1,41  | 0,82 | 0      | en stagnation |
|                                                                   | Unité d'Alava (UA) (es)                         | 14 351    | 1,40  | Nv.  | 3      | 3             |
|                                                                   | Centre démocratique et social (CDS)             | 6 680     | 0,65  | 2,89 | 0      | 2             |
|                                                                   | Démocratie socialiste (DS) (es)                 | 5 023     | 0,49  | Nv.  | 0      | en stagnation |
|                                                                   | Les Verts écologistes (LVE) (es)                | 4 304     | 0,42  | Nv.  | 0      | en stagnation |
|                                                                   | Groupement électoral Ruiz Mateos (ADE) (es)     | 4 303     | 0,42  | Nv.  | 0      | en stagnation |
|                                                                   | Les Verts du Pays basque (EHB)                  | 4 199     | 0,41  | Nv.  | 0      | en stagnation |
|                                                                   | Parti socialiste des travailleurs (PST) (es)    | 3 010     | 0,29  | 0,03 | 0      | en stagnation |
|                                                                   | Autres candidatures                             | 3 035     | 0,31  | –    | 0      | en stagnation |
|                                                                   | Blanc                                           | 7 580     | 0,74  | N/a  |        |               |
|                                                                   |                                                 |           |       |      |        |               |
| Votes valides                                                     | Votes valides                                   | 1 024 067 | 99,50 |      |        |               |
| Votes nuls                                                        | Votes nuls                                      | 5 163     | 0,50  |      |        |               |
| Total                                                             | Total                                           | 1 029 457 | 100   | –    | 75     | en stagnation |
| Abstentions                                                       | Abstentions                                     | 658 479   | 39,01 |      |        |               |
| Inscrits / Participation                                          | Inscrits / Participation                        | 1 687 936 | 60,99 |      |        |               |

### Par circonscription
|             |             |         |         |        |               |         |         |        |               |         |         |        |               |  |  |  |  |
| Sièges      | Sièges      | 25      | 25      | 25     | en stagnation | 25      | 25      | 25     | en stagnation | 25      | 25      | 25     | en stagnation |  |  |  |  |
|             |             |         |         |        |               |         |         |        |               |         |         |        |               |  |  |  |  |
|             |             | Nombre  | Nombre  | %      | %             | Nombre  | Nombre  | %      | %             | Nombre  | Nombre  | %      | %             |  |  |  |  |
| Inscrits    | Inscrits    | 212 351 | 212 351 | 100    | 100           | 931 996 | 931 996 | 100    | 100           | 543 589 | 543 589 | 100    | 100           |  |  |  |  |
| Abstentions | Abstentions | 84 441  | 84 441  | 39,76  | 39,76         | 367 834 | 367 834 | 39,47  | 39,47         | 206 204 | 206 204 | 37,93  | 37,93         |  |  |  |  |
| Votants     | Votants     | 127 910 | 127 910 | 60,24  | 60,24         | 564 162 | 564 162 | 60,53  | 60,53         | 337 385 | 337 385 | 62,07  | 62,07         |  |  |  |  |
| Nuls        | Nuls        | 873     | 873     | 0,68   | 0,68          | 2 923   | 2 923   | 0,52   | 0,52          | 1 367   | 1 367   | 0,41   | 0,41          |  |  |  |  |
| Exprimés    | Exprimés    | 126 810 | 126 810 | 99,32  | 99,32         | 561 239 | 561 239 | 99,48  | 99,48         | 336 018 | 336 018 | 99,14  | 99,14         |  |  |  |  |
|             |             |         |         |        |               |         |         |        |               |         |         |        |               |  |  |  |  |
| Partis      | Partis      | Voix    | %       | Sièges | +/−           | Voix    | %       | Sièges | +/−           | Voix    | %       | Sièges | +/−           |  |  |  |  |
|             | EAJ-PNV     | 28 341  | 22,35   | 6      | 1             | 192 903 | 34,37   | 10     | 2             | 68 457  | 20,37   | 6      | 2             |  |  |  |  |
|             | PSE-PSOE    | 26 894  | 21,21   | 6      | 1             | 111 920 | 19,94   | 5      | 1             | 63 922  | 19,02   | 5      | 1             |  |  |  |  |
|             | HB          | 16 139  | 12,73   | 3      | en stagnation | 91 047  | 16,22   | 4      | en stagnation | 79 224  | 23,58   | 6      | en stagnation |  |  |  |  |
|             | EA          | 10 332  | 8,15    | 2      | 2             | 44 922  | 8,00    | 2      | 1             | 60 449  | 17,99   | 5      | 1             |  |  |  |  |
|             | PP          | 13 758  | 10,85   | 3      | 2             | 48 405  | 8,62    | 2      | 1             | 21 556  | 6,42    | 1      | 1             |  |  |  |  |
|             | EE          | 8 526   | 6,72    | 2      | 1             | 40 983  | 7,30    | 2      | 1             | 29 596  | 8,81    | 2      | 1             |  |  |  |  |
|             | UA (es)     | 14 034  | 11,07·  | 3      | 3             | 183     | 0,03    | 0      | en stagnation | 134     | 0,04    | 0      | en stagnation |  |  |  |  |
|             | CDS         | 2 436   | 1,92    | 0      | 2             | 3 069   | 0,55    | 0      | en stagnation | 1 175   | 0,35    | 0      | en stagnation |  |  |  |  |
|             | Autres      | 5 572   | 4,21    |        |               | 24 128  | 4,32    |        |               | 8 614   | 2,56    |        |               |  |  |  |  |
|             | Blanc       | 1 010   | 0,79    | 3 679  | 0,65          | 2 891   | 0,86    |        |               |         |         |        |               |  |  |  |  |